# Видубицьке озеро
Видубицьке озеро  - озеро на правобережній частині Дніпра у Києві. Знаходиться навпроти Видубицького монастиря, межує з Дарницьким мостом.
Зв'язано протокою з Дніпром, тому фактично може вважатися не озером, а затокою.

## Гідроморфологічна характеристика
Видубицьке озеро є штучно створеною водоймою. Улоговина озера носить сліди значного антропогенного втручання, про що свідчать нехарактерні для природних заплавних озер Дніпра глибини, форми улоговини, рельєф та донні відклади.
Об'єм озера становить 0,966 млн м3, площа водної поверхні – 0,156 км2 при нормальному підпірному рівні Канівського водосховища – 91,5 м БС. Глибина від 2 до 13,5 м, найбільші глибоководною є центральна та західна частини. Середня глибина - 6,2 м. 
З Дніпром озеро зв'язане протокою шириною 20 м, довжиною 40 м, глибиною до 2,4 м. Глибина на прилеглій до озера ділянці Дніпра змінюється від 6,5 до 17 м. Через протоку здійснюється основний водообмін озера за рахунок коливань рівня води у Канівському водосховищі. Рівні води в озері у періоди весняної повені пересічно піднімаються на 1,0-2,0 м, але можуть бути підйоми на 5,0-6,0 м. За період середньої повені в озеро надходить одноразово 200-350 тис. м3 води (20-36% від об’єму води в озері). 
Завдяки дворазовому  за кожен день попуску Київською ГЕС більшу частину року (крім часу проходження повені) в озеро притікає (і витікає) за добу в середньому 84 тис.м3 води. Це складає приблизно 8,7% загального об’єму води, що міститься в озері. Умовний водообмін, таким чином, відбувається в озері в середньому за 11,5 діб. 
Весь північний берег та значну частину акваторії займає ремонтно-відстійний пункт човнів. Через це північна частина озера дуже засмічена нафтопродуктами (рівень перевищує норму у 45 разів), розвивається небезпечна мікрофлора. Вода в інших частинах озера забруднена помірно або слабо. 
На західному березі озера виведений випуск стічних вод.  На південному березі влаштовані причали ремонтно-відстійних пунктів, поряд проходить залізниця. Західним берегом озера проходить Наддніпрянське шосе, зі сходу проходить Набережно-Печерська дорога.

## Історія
Озеро виникло 1868 р. після спорудження двох дамб на Дніпрі в ході будівництва Дарницького залізничного мосту. До того на сучасному місці озера проходило старе русло Дніпра – протока Старик між правим берегом та островом навпроти Видубицького монастиря. Протока виникла у XIX ст., коли головне русло відійшло ближче до лівого берега, а острів наблизився до правого берега. До XIX ст. на місці цієї протоки було головне річище, що зафіксовано, зокрема, на офортах Тараса Шевченка 1844 р. Після спорудження дамб Дарницького мосту протока почала відмирати. Колишній острів навпроти Видубицького монастиря об'єднався з косою вище гирла Либіді утворивши сучасне урочище Нижня Теличка. Єдиним залишком колишнього рукава Старик є наразі Видубицьке озеро.
У ході будівництва мосту 1868 спорудили дві дамби: перша з’єднала північний кінець колишнього острова навпроти Видубицького монастиря з київським берегом; другою дамбою, що була споруджена у нижній частині протоки, пролягла залізниця. Між цими двома дамбами й утворилося Видубицьке озеро. Вже тоді у дамбі було влаштовано штучну протоку, через яку перекинули легкий міст. 
В деяких джерелах вказується, що озеро виникло у 1845 році після великої повені. Але це невірно.
У першій половині XX століття озеро Видубицьке було схоже на озеро-старицю на заплаві Дніпра. Пізніше північну частину озера було засипано будівельними відходами, а південну – перетворено в піщані кар’єри. 
З 1966 на озері почали зводити причали для човнів - Ремонтно-відстійний пункт №1. В ході робіт понад протокою до Дніпра споруджений міст для автомобілів.
В 1970-х рр. наіть планувалася передача цього озера до Центрального ботанічного саду НАН України для колекції водних рослин. 

## Природна цінність
Природна цінність озера полягає в тому – що це релікт давнього головного русла Дніпра – рукава Старик, який був штучно перекритий дамбами Дарницького залізничного мосту. Наразі на плесах озера наявні угруповання, включених до Червоної книги України (2009а) сальвінії плаваючої (Salvinia natans), водяного горіха (Trapa natans), а також глечиків жовтих (Nuphar lutea), які охороняються рішенням Київради № 880/2029 від 23.12.2004 р. Угруповання сальвінії всіх цих рослин охороняються Зеленою книгою України (2009).
На території об’єкту наявні угруповання, які охороняються Додатком 1 до Резолюції №4 Бернської конвенції та Оселищною Директивою Європейського союзу: вербові та тополеві ліси, псамофітні комплекси, луки та водна рослинність.

## Загрози та охорона
Озеру загрожує засипання та забудова. Київським еколого-культурнийм центром підготовано обугрунтування на створення ландшафтного заказника місцевого значення «Озеро Видубицьке»